# 岩橋千塚古墳群

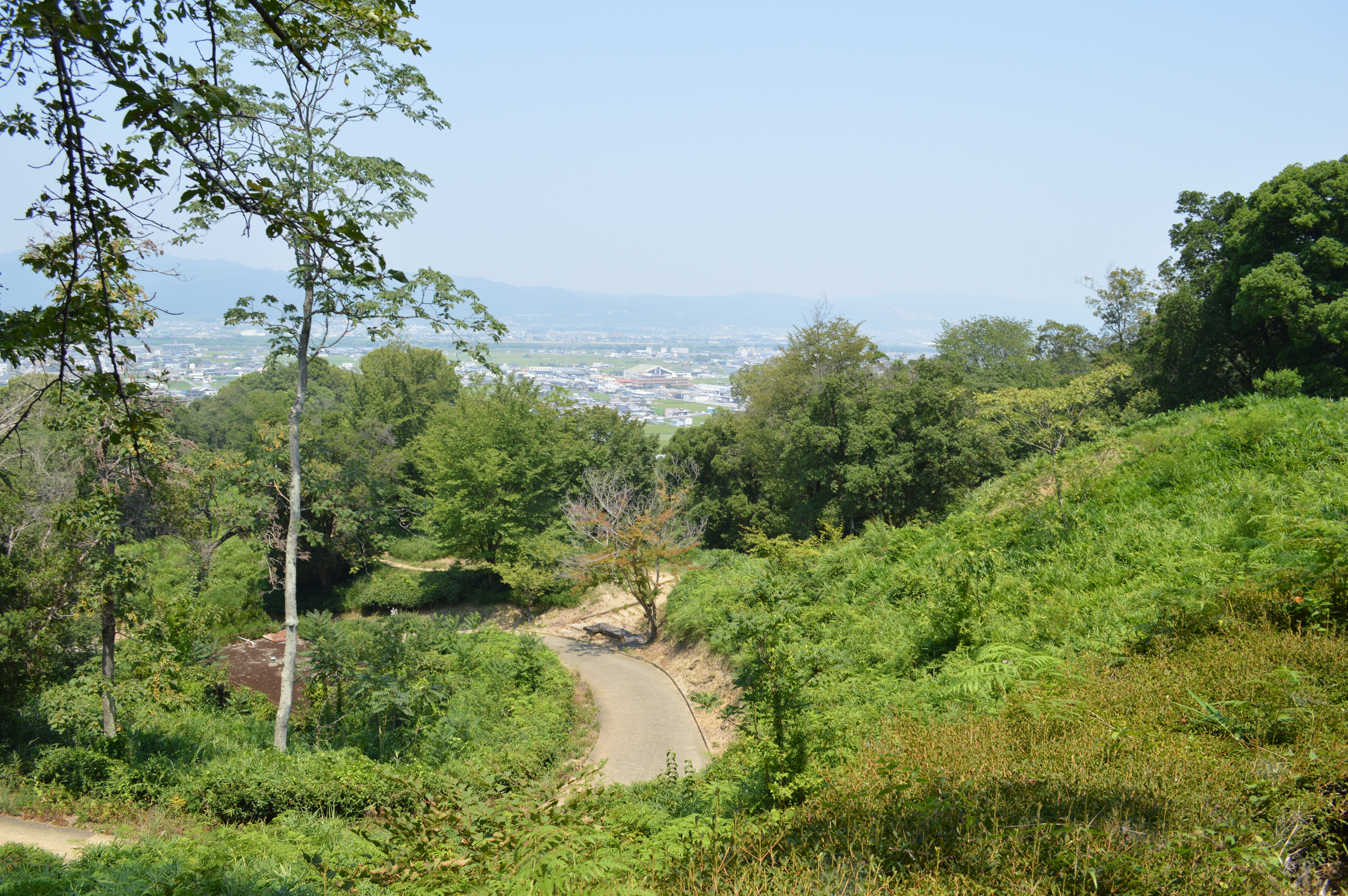
前山A地區圓墳群

34°13′25″N 135°13′48″E / 34.2236°N 135.2301°E
岩橋千塚古墳群（日语：／ Iwasesenduka kofungun），簡稱為岩橋千塚，是位於日本和歌山縣和歌山市大字岩橋的一處古墳群，主要組成部分是將軍塚古墳、天王塚古墳、大日山35號墳、井邊八幡山古墳和大谷山22號墳等等，為文化廳指定的特別史跡，下屬的大日山35號墳的出土文物和井邊八幡山古墳出土的男子立像埴輪（力士埴輪）分別是重要文化財和和歌山市指定文化財，古墳群的入葬者被認為是紀伊國造家或以其為中心的大伴氏和忌部氏等氏族的族人
古墳群可以細分為花山古墳群、大谷山古墳群、大日山古墳群、岩橋前山古墳群、和佐古墳群、井邊古墳群（井邊總綱寺谷古墳群）、井邊前山古墳群和寺內古墳群，最初的範圍僅包括大字岩橋南面，及至北面的天王塚古墳與西北面的花山地域，相等於花山古墳群、大谷山古墳群、大日山古墳群、岩橋前山古墳群以及和佐古墳群，1962年的調查時擴展至井邊古墳群、寺內古墳群和井邊前山古墳群。

## 歷史
古墳群位於和歌山市的東部，比鄰紀之川下流和阪和自動車道，坐落於東西延展的龍門山脈的矢田峠以西，相對高度達120米的岩橋山塊，地勢上能夠俯瞰和歌山平原東西距離約四公里，以西約兩公里為日前神宮與國懸神宮。古墳群內總共有超過900座古墳，佔地約62公頃的特別史跡範圍內則包含其中的約500座古墳，已確認的古墳中共有27座前方後圓墳和4座方墳，其餘的均是圓墳，為日本規模最大的群集墳，建築時期橫跨4世紀末至7世紀，並且以6世紀為主:5-6，墓室形態有豎穴式石室、橫穴式石室、箱式石棺和粘土槨等等，其中橫穴式石室有別於畿內的形態，屬於「岩橋型」橫穴式石室，其玄室大多建有石棚和石梁，而建有石棚的古墳雖然分佈於西日本各地，但是其一半以上的53座古墳集中於和歌山縣，其中有34座位於古墳群內，石梁則僅見於和歌山縣內，古墳群內建有石梁的古墳有21座，同時建有石棚和石梁的古墳則有19座。
1906年，德川賴倫在古墳群展開實地調查，其帝國大學同學帝國大學理科大學教授坪井正五郎在接獲其通知後派遣大野雲外前往調查，大野對古墳群的調查在1911年經英國考古學家尼爾·戈登·門若的著書傳至海外。1918年，黑板勝美等人應和歌山縣的邀請對古墳群展開調查。1931年7月31日，古墳群獲指定為日本國史跡，第二次世界大戰期間，被徵用為防空洞。1952年3月29日，獲上調為特別史跡。1962年和1967年，和歌山市和和歌山縣先後對古墳群展開調查。1971年，以保存古墳群為目的紀伊風土記之丘正式對外開放。1988年，特別史跡範圍擴展至大谷山和大日山等地區，2000年再擴展至大谷山部分地區:5。2003年開始對古墳群展開了為期三年的調查。2016年，特別史跡的範圍再度擴展至部分天王塚古墳和大谷山22號墳:5。

## 古墳群

### 花山古墳群
- 墳丘
- 石室

花山古墳群位於大字岩橋和栗栖，坐落於岩橋山塊西邊，高77.2米的花山，花山以前又有埴山、埴輪山和麗山等稱號。古墳群由9座前方後圓墳和75座圓墳所組成，其中3座前方後圓墳和13座圓墳受到土地開發等的影響而消失。群內古墳大多建於5世紀，以岩橋千塚古墳群來說，屬於較早出現古墳和引入橫穴式石室的地區，前方後圓墳的比率亦較其餘古墳群要高。墓室形態以粘土槨為主，例如花山8號墳和已消失的花山44號墳。另外，橫穴式石室的例子有花山6號墳。其中，8號墳出土了鐵劍、滑石製管玉、勾玉、小玉、玻璃製小玉和臼玉等等，在當地也流傳花山古墳群曾經出土過三角緣神獸鏡、筒形銅器和石釧等文物。

### 大谷山古墳群
- 墳丘
- 玄室
- 羨道

大谷山古墳群位於大字岩橋、鳴神和井邊，北面是花山古墳群，南面則是大日山35號墳，坐落於相對高度為132米的大谷山。古墳群由5座前方後圓墳和約20座圓墳所組成，以坐落於山頂的大谷山22號墳為主，其北面的四處分支各分佈了大谷山4號墳、5號墳和6號墳，39號墳、27號墳、28號墳和20號墳，16號墳、14號墳、15號墳和17號墳，35號墳、36號墳和37號墳。其中，6號墳、27號墳和28號墳是早期橫穴式石室引入至岩橋千塚古墳群時的古墳。另外，大谷山22號墳也出土了馬具、須惠器以及武具、力士和巫女等各式各樣的埴輪。39號墳則出土了鐵斧、直刀和小型鐵製品。

### 大日山古墳群
- 墳丘
- 位於東面造出的復原埴輪
- 出土埴輪（重要文化財）

大日山古墳群位於大字井邊和鳴神，位處於岩橋山塊的西面，比鄰岩橋前山古墳群，北面是大谷山古墳群，坐落於相對高度為141米的大日山。古墳群由兩座前方後圓墳和約50座圓墳所組成，這兩座前方後圓分別是大日山1號墳和35號墳，其中1號墳位於120米高的地方，全長32米，後圓部分直徑達25米，前方部分長7米，中間細部與前方部的寬度相同，形象埴輪和圓筒埴輪散落於墳丘頂部，其周圍約有6座圓墳，其中除了8號墳的墓室形態是豎穴式石室外，其他均是橫穴式石室。1號墳以西約200米處則是位於山頂的35號墳，建於6世紀前半，全長83米，後圓部分直徑達37米，前方部分長46米，墳丘四周被圓筒埴輪所包圍。墓室形態是位於後圓部分的兩袖式橫穴式石室，全長7.5米，玄室則長4.5米，寬2.4米，高2.8米。

### 岩橋前山古墳群
- 將軍塚古墳
- 知事塚古墳
- 郡長塚古墳

岩橋前山古墳群位於大字岩橋和寺內，位處於岩橋山塊之上，東面是和佐古墳群，西面是大谷山古墳群、大日山古墳群和井邊古墳群等等，為岩橋千塚古墳群的中心古墳群，地處平均相對高度為130米的地方，自大正時代開始將東面稱作前山A地區，其餘部分稱為前山B地區，總共有三座前方後圓墳、約300座圓墳和一座方墳。目前，官方網站有記載的古墳分別是前山A2號墳、A13號墳、A23號墳、A24號墳、A32號墳、A46號墳、A47號墳、A56號墳、A58號墳、A67號墳、A99號墳、A100號墳、A111號墳、前山B53號墳（將軍塚古墳）、前山B67號墳（知事塚古墳）和前山B112號墳（郡長塚古墳）。
| 名稱                            | 墳形       | 規模                                  | 墓室形態                                                | 石室                                                      | 建造時期        | 參考資料 |
| ------------------------------- | ---------- | ------------------------------------- | ------------------------------------------------------- | --------------------------------------------------------- | --------------- | -------- |
| 前山A2號墳                      | 圓墳       | 直徑10米                              | 岩橋型橫穴式石室                                        | 玄室長1米，寬1.9米 羨道長1.9米                            | 6世紀後半       | [ 28 ]   |
| 前山A13號墳                     | 圓墳       | 直徑15米                              | 岩橋型橫穴式石室                                        | 玄室長2.6米，寬兩米，高2.8米 玄室前道長0.8米 羨道長2.5米  | 6世紀中葉或後半 | [ 29 ]   |
| 前山A23號墳                     | 圓墳       | 直徑14.4米 高3.5米                    | 橫穴式石室                                              | 石室長3.8米 玄室長2.15米，寬1.8米，高2.6米                | 6世紀中葉或後半 | [ 30 ]   |
| 前山A24號墳                     | 圓墳       | 直徑14.3米 高3.5米                    | 岩橋型橫穴式石室                                        | 石室長4.53米 玄室長兩米，寬1.25米，高2.25米               | －              | [ 31 ]   |
| 前山A32號墳                     | 圓墳       | 直徑14.7米 高5米                      | 岩橋型橫穴式石室                                        | 石室長4.43米 玄室長2.4米，寬1.9米，高2.63米               | －              | [ 32 ]   |
| 前山A46號墳                     | 圓墳       | 直徑27米                              | 岩橋型橫穴式石室                                        | 玄室長3.3米，寬2.1米，高3.2米                             | 6世紀中葉       | [ 33 ]   |
| 前山A47號墳                     | 圓墳       | 直徑12米 高2.5米                      | 豎穴式石室                                              | 長2.08米，寬0.92米                                        | －              | [ 34 ]   |
| 前山A56號墳                     | 圓墳       | 直徑12.5米 高2.5米                    | 岩橋型橫穴式石室                                        | 石室長3.88米 玄室長1.85米，寬1.75米，高兩米               | －              | [ 35 ]   |
| 前山A58號墳                     | 前方後圓墳 | 全長19.6米                            | 岩橋型橫穴式石室                                        | 玄室長2.5米                                               | 6世紀前半       | [ 36 ]   |
| 前山A67號墳                     | 圓墳       | 直徑27米                              | 岩橋型橫穴式石室                                        | 石室長10.8米 玄室長3.8米，寬2.3米，高3.2米                | 6世紀後半       | [ 37 ]   |
| 前山A99號墳                     | 圓墳       | 直徑12米 高3.2米                      | 岩橋型橫穴式石室                                        | 石室長3.5米 玄室長1.6米，寬1.8米，高2.2米                 | 6世紀           | [ 38 ]   |
| 前山A100號墳                    | 圓墳       | 直徑9米 高1.8米                       | 箱式石棺                                                | 長1.9米，寬0.4米，深0.35米                                | －              | [ 39 ]   |
| 前山A111號墳                    | 方墳       | 東西長10米 南北9.5米 高約兩米         | 豎穴式石室                                              | 長2.75米，寬0.8米                                         | －              | [ 40 ]   |
| 前山B53號墳（將軍塚古墳）       | 前方後圓墳 | 全長42米                              | 岩橋型橫穴式石室                                        | 後圓部分玄室長3.3米，高4.3米 前方部分玄室長2.4米，高2.7米 | 6世紀中葉       | [ 41 ]   |
| 前山B67號墳（知事塚古墳）       | 前方後圓墳 | 全長34.5米                            | 後圓部分： 橫穴式石室 前方部分： 橫穴式石室和豎穴式石室 | －                                                        | 6世紀中葉       | [ 42 ]   |
| 前山B112號墳（郡長塚古墳）      | 前方後圓墳 | 全長30米                              | 岩橋型橫穴式石室                                        | 石室長7.6米 玄室長2.7米，高3.3米                          | 6世紀中葉       | [ 43 ]   |
| 修復古墳                        |            |                                       |                                                         |                                                           |                 |          |
| 前山B100號墳（花木園地區1號墳） | 圓墳       | 直徑12米 高1米                        | 橫穴式石室 豎穴式石室                                   | －                                                        | 6世紀           | [ 44 ]   |
| 前山B102號墳（花木園地區2號墳） | 圓墳       | 東西距離約16米 南北距離約12米 高2.5米 | 橫穴式石室 豎穴式石室                                   | －                                                        | 6世紀           | [ 44 ]   |
| 前山B101號墳（花木園地區3號墳） | 圓墳       | 直徑約12米 高2.5米                    | 橫穴式石室 豎穴式石室                                   | －                                                        | 6世紀           | [ 44 ]   |
| 前山B220號墳（花木園地區4號墳） | 圓墳       | 直徑約17米 高1米                      | 兩處橫穴式石室                                          | －                                                        | 6世紀           | [ 44 ]   |

### 和佐古墳群
- 墳丘
- 石室
- 出土文物

和佐古墳群位於大字下和佐，坐落於岩橋山塊的頂部和北面斜坡，其中北面斜坡現在是蜜柑田，以西一公里處則是岩橋前山古墳群。古墳群由一座前方後圓墳和9座圓墳所組成，這一座前方後圓墳是位於岩橋山塊最高點155米處的天王塚古墳，建於6世紀後半，全長86米，高6米，後圓部分直徑達44米，前方部分長42米，墓室形態是岩橋型兩袖式橫穴式石室，全長10.59米，其中玄室長4.22米，寬2.89米，高5.9米，石室高度僅次於大野窟古墳，為日本全國第二高的石室，同時亦是和歌山縣內規模最大的古墳。

### 井邊古墳群
井邊古墳群位於大字井邊，坐落於大日山35號墳南面的山腳，相對高度約30米的地方，西南500米處是井邊前山古墳群，以東400米是寺內18號墳。古墳群由三座方墳和約30座圓墳所組成，其中1號墳為方墳，建於6世紀末至7世紀初，南面邊長40米，北面邊長28米，東西兩邊為39米，呈梯形，石室全長10.8米，玄室長4.15米，寬2.7米，高2.8米。

### 井邊前山古墳群
- 墳丘
- 出土文物

井邊前山古墳群位於大字井邊、岡崎、寺內、神前、西和森小手穗，坐落於岩橋山塊西面的一小山塊，相對高度為102.2米的福飯峯，其北面部分稱為前山，古墳也大多位於此地，範圍為東西距離800米，南北距離200米，南面則是果園。古墳群由5座前方後圓墳和49座圓墳組成，分為中央支群、東支群和西支群，其中中央支群建有井邊八幡山古墳，東支群則建有3座前方後圓墳、5座圓墳以及森小手穗埴輪窯跡，西支群則是一座前方後圓墳和31座圓墳。

### 寺內古墳群
寺內古墳群位於大字寺內、森小手穗和吉禮，坐落於岩橋山塊的南面，範圍為東西距離一公里，南北距離1.5公里，南面是總綱寺谷。古墳群由96座古墳組成，墓室形態以橫穴式石室為主，例如直徑達35至40米的寺內57號墳，也有墓室形態為粘土槨和木棺的古墳，例如直徑約20米的寺內63號墳，而前方後圓墳則有寺內18號墳，全長28.6米，後圓部分直徑為13米，前方部分長15.6米，墳丘四周和頂部均有圓筒埴輪，前方部分和後圓部分均建有橫穴式石室，前者石室全長6.5米，玄室長2.63米，寬1.96米，後者石室長0.9米，寬1.65米，中央部分則是寬0.5米的羨道。

### 註解
1. ↑  岩橋千塚的稱呼出現於大正時代的發掘調查報告書（日语：発掘調査報告書）後開始普及起來，為當時西和佐村（日语：西和佐村）的古墳群的俗稱[1][2]
2. ↑  《日本歷史地名大系》記載為大字鳴神（日语：鳴神 (和歌山市)）和岩橋[19]。
3. ↑  《角川日本地名大辭典》記載為9座前方後圓墳和85座圓墳[9]。
4. ↑  花山8號墳建於5世紀初，全長52米，後圓部直徑為35米，前方部分長17米，高4.6米，是一座位處於花山最高點的扇貝形前方後圓墳，後圓部分的墓室很有可能是粘土槨，前方部分則是長12.3米，寬1.3米的粘土床。另一方面，花山44號墳位於相對高度43米的一座前方後圓墳，建於5世紀初至中葉，全長30米，後圓部分直徑為23米，後圓部分和前方部分各有兩副粘土槨，其中後圓部分的一副粘土槨的內部長4.9米，寬0.73米，後圓部分另有兩處粘土床[19][20]。
5. ↑  花山6號墳建於5世紀後半，全長49米，後圓部分直徑為27米，高4.5米，中間細部兩側建有造出（日语：造出），並且發現了大量形象埴輪（日语：形象埴輪），墳丘四周則被圓筒埴輪（日语：円筒埴輪）包圍。後圓部分是全長7.07米的兩袖式橫穴型石室，玄室（日语：玄室）長4米，寬2.6米，高2.5米[19][21]。
6. ↑  《角川日本地名大辭典》記載為6座前方後圓墳和20座圓墳[9]。
7. ↑  大谷山4號墳和5號墳分別是直徑約19米的圓墳，建於6世紀後半，玄室相對於羨道（日语：羨道）來說規模較小。6號墳則是建於6世紀初，全長25米，後圓部直徑為15米的前方後圓墳，墳丘四周被圓筒埴輪所包圍，形象埴輪也散落在周圍，墓室形態是長3.8米，寬2.3米的片袖式橫穴式石室，其玄室側面的牆壁有三處突起的部分，被認為與九州地方的古墳有關，另外也建有豎穴式石室和組合式箱式石棺[22]。
8. ↑  大谷山39號墳建於5世紀，為引入橫穴式石室之前的一座圓墳，直徑為20米，為古墳群內位於最低處（38米）的古墳。墓室形態是粘土槨，內側全體塗上了紅色顏料，置有長6.7米，直徑為0.53米左右的割竹形木棺（日语：割竹形木棺）和石棺。27號墳則是一座建於6世紀初，全長21米，後圓部分直徑達13米的前方後圓墳，墳丘四周被圓筒埴輪所包圍。墓室形態是邊長6.1米的正方形片袖式橫穴式石室。另外，28號墳是一座全長25米，後圓部分直徑達15米的前方後圓墳，墓室形態分為位於後圓部分的6世紀初的橫穴式石室以及位於中間細部的6世紀末的箱式石棺[22]。
9. ↑  大谷山16號墳建於6世紀中葉，是一座直徑為26.5米，高6米的圓墳，墓室形態是出入口位於東南面的岩橋型兩袖式橫穴式石室，內部高度為3.6米[24]。
10. ↑  《日本歷史地名大系》記載為3座前方後圓墳和約340座圓墳[27]。
11. ↑  修復古墳是根據1975年的調查復原的四座古墳的統稱，位於和歌山縣立紀伊風土記之丘資料館西南面的花木園，位於相對高度介乎於30至37米的地方，由斜坡上方順次序又稱為前山B花木園地區1至4號墳[44]。
12. ↑  《角川日本地名大辭典》記載為一座前方後圓墳和12座圓墳[9]。
13. ↑  《角川日本地名大辭典》稱作井邊總綱寺谷古墳，古墳數目為三座方墳與23座圓墳[9]。
14. ↑  《日本歷史地名大系》記載為6座前方後圓墳和約50座圓墳[50]，和歌山市的說法是約50座古墳裡有5座是前方後圓墳，其餘幾乎都是圓墳[51]。
15. ↑  《日本歷史地名大系》記載為東邊岩橋前山南面山腳建有約11座圓墳，西邊大日山南面則建有一座前方後圓墳和7座圓墳，兩者之間約一公里的地方則建有約30座古墳[52]，《角川日本地名大辭典》記載為一座前方後圓墳和48座圓墳[9]。

## 外部連結
- 和歌山縣立紀伊風土記之丘 （页面存档备份，存于）
- - 線上文化遺產（文化廳） （日語）